# Джаки Сталоун
Жаклин Франсис „Джаки“ Сталоун (на английски: Jacqueline Frances „Jackie“ Stallone, по рождение Labofish) е американска астроложка, бивша циркова актриса (въздушна акробатика с трапец), застъпничка на женската борба.
Тя е майката на актьора Силвестър Сталоун, на певеца Франк Сталоун и на актрисата Тони Д'Алто.